# Guloninae
Guloninae è una sottofamiglia dei Mustelidae distribuita in Eurasia e nelle Americhe. Comprende le martore, la martora di Pennant, il tayra e il ghiottone. Queste specie erano precedentemente incluse in una definizione parafiletica della sottofamiglia dei Mustelinae.
La maggior parte dei gulonini sono arboricole . Alcune pellicce provengono da questa sottofamiglia, ad esempio lo zibellino e la martora.

## Specie

### Specie viventi
| Tribù    | Immagine | Genere                    | Specie |
| -------- | -------- | ------------------------- | --- |
| Gulonini |          | Eira Hamilton Smith, 1842 | - Tayra, E. barbara |
| Gulonini |          | Gulo Pallas, 1780         | - Ghiottone, G. gulo |
| Martini  |          | Martes Pinel, 1792        | - Martora americana, M. americana - Martora del Pacifico, M. caurina - Martora dalla gola gialla, M. flavigula - Faina, M. foina - Martora del Nilgiri, M. gwatkinsii - Martora, M. martes - Martora giapponese, M. melampus - Zibellino, M. zibellina |
| Martini  |          | Pekania Gray, 1865        | - Martora di Pennant, P. pennanti |

### Generi estinti
- † Aragonictis Valenciano et al., 2022 [5] - Europa, Miocene
  - A. araid
- † Circamustela Petter, 1967 [5] - Europa, Miocene medio/tardo
  - C. dechaseauxi
  - C. peignei
  - C. laevidens
- † Dehmictis Ginsburg e Morales, 1992 [5] - Europa, Miocene inferiore
- † Eiricitis [6] - Asia, Pliocene inferiore
  - E. pachygnatha
- † Laphictis Viret, 1933 [5]
- † Ischyrictis Helbing, 1930 [5]
- † Plesiogulo Zdansky, 1924 [6][7] - Miocene medio-Pliocene
  - P. brachygnathus (Schlosser, 1903)
  - P. botori Haile-Selassie, Hlusko & Howell, 2004
  - P.crassa Teilhard de Chardin, 1945
  - P. marshalli (Martin, 1928)
  - P. lindsayi Harrison, 1981
  - P. monspessulanus Viret, 1939
  - P. praecocidens Kurtén, 1970
- † Sinictis Zdansky, 1924 [5]
  - S. dolichognathus
- † Sminthosinis Bjork, 1970 [6] - Miocene medio, Nord America
  - S. bowleri